# 게자리
게자리(라틴어: Cancer 캉케르[*])는 황도대(黃道帶)의 12개 별자리 중 하나이다. 게자리 주위에는 서쪽으로 쌍둥이자리, 동쪽으로 사자자리, 북쪽으로 살쾡이자리, 그리고 남쪽으로 작은개자리와 바다뱀자리가 위치하고 있다. 4등급 이하의 별들로 구성되어 있으나, 밝은 쌍둥이자리와 사자자리를 통해 찾아볼 수 있다. 동아시아에서는 '귀수(鬼宿)'라 하며, '귀신'을 의미한다.

## 특징

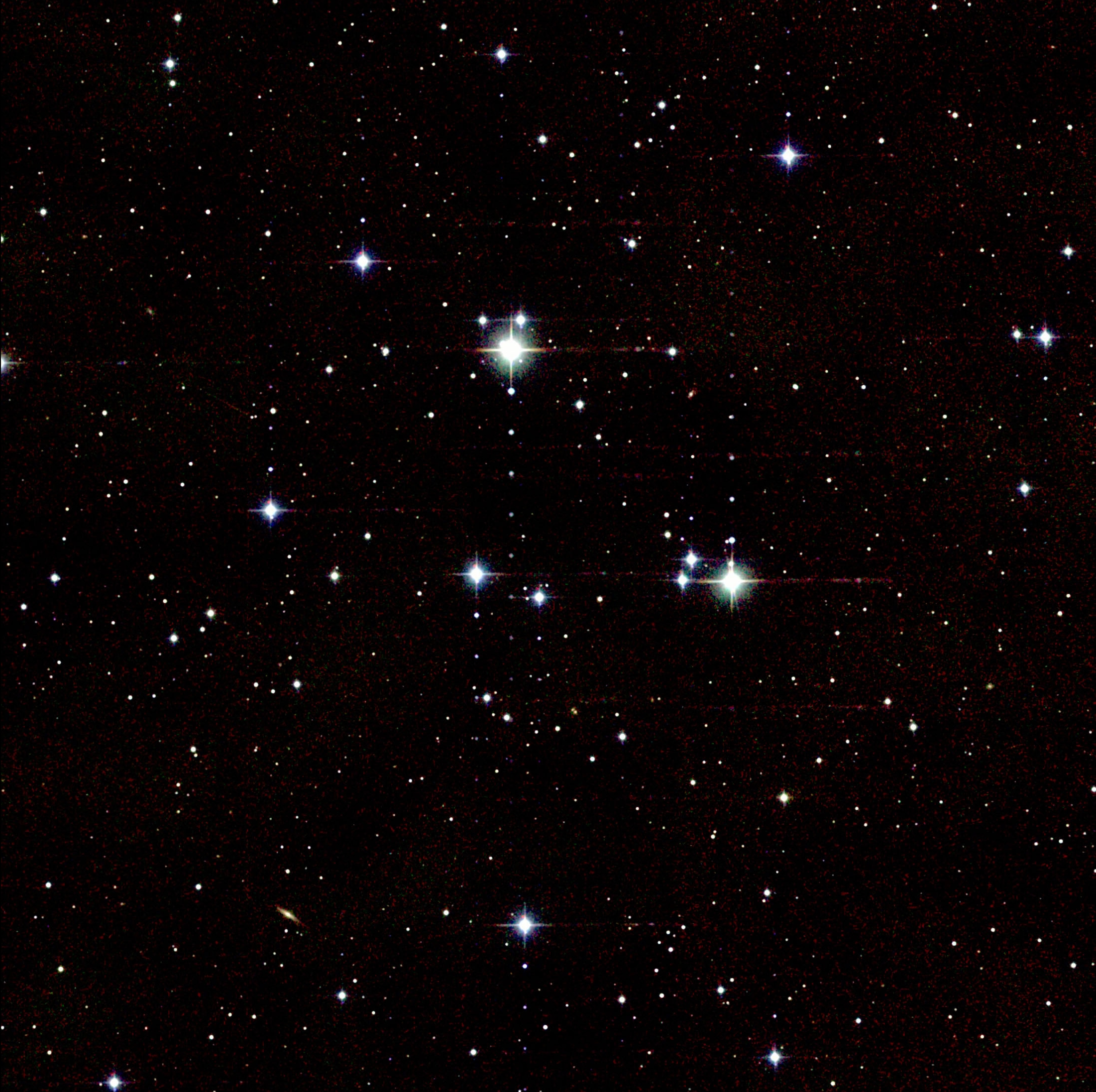
M44 프레세페 성단

겨울철 저녁에 주로 보이는, 눈에 띄지 않는 비교적 작은 별자리이다. 프레세페 성단이 유명하다.

## 별과 천체

### 게자리의 항성
· 아쿠벤스(Acubens, α Cnc; 게자리 알파): 겉보기 등급 최소 +4.27, 최대 +4.20까지 변화하는 어두운 변광성이다. 게자리 알파 A와 게자리 알파 B로 이루어진 쌍성계로 추정되며 게자리 알파 B의 겉보기 등급은 +11.00이다. 게자리 알파 A의 스펙트럼형은 A7V로 A형 주계열성이다. 약 55 pc 떨어져 있다.
· 타르프(Tarf, β Cnc; 게자리 베타): 게자리 베타는 게자리에서 가장 밝은 별로 겉보기 등급 최소 +3.58, 최대 +3.50에 달한다. 광학적 이중성인 WDS J08165+0911이 존재하며 게자리 베타 b로 명명된, 목성 질량의 약 7.8배로 추정되는 행성을 가지고 있다. 스펙트럼형 K4III의 K형 거성이며 약 93 pc 떨어져 있다.
· 아셀루스 보레알리스(Asellus Borealis, γ Cnc; 게자리 감마): 겉보기 등급 +4.652의 어두운 별로 스펙트럼형 A1IV의 A형 준거성이다. 약 54 pc 떨어져 있으며 거리, 나이, 움직임을 토대로 하여 히아데스 성류(Hyades Stream)에 속하는 것으로 분류되었다.
· 아셀루스 오스트랄리스(Asellus Australis, δ Cnc; 게자리 델타): 겉보기 등급 +3.94로 게자리에서 두 번째로 밝은 별이다. 스펙트럼형 K0+IIIb의 K형 거성이며 약 42 pc 떨어져 있다.
· 멜레프(Meleph, ε Cnc; 게자리 엡실론): 게자리 엡실론은 게자리 엡실론 A와 HD 73711로 이루어진 쌍성계로 게자리 엡실론 A는 게자리 엡실론 Aa와 Ab로 이루어져 있다. 이 중 게자리 엡실론 Aa에 멜레프란 명칭이 붙었다. 프레세페 성단에서 가장 밝은 항성이며 겉보기 등급은 거의 한계에 가까운 +6.29이다. 분광형 A5III의 A형 거성이며 약 186 pc 떨어져 있다.
· 테그미네(Tegmine, ζ Cnc; 게자리 제타): 게자리 제타는 게자리 제타 A, 게자리 제타 B, 게자리 제타 C로 이루어져 있으며 게자리 제타 C는 Ca, Cb1, Cb2로 나누어진다. 이 중 테그미네는 게자리 제타 A에 해당하는 명칭이다. 게자리 제타 A와 B를 합쳐 제타1성, 게자리 Ca, Cb1, Cb2를 합쳐 제타2성으로 나뉘며 작은 망원경으로 분리해 볼 수 있다. 계 전체는 약 25 pc 떨어져 있으며 A, B, C(Ca, Cb1, Cb2)의 겉보기 등급은 각각 +5.58, +5.99, +6.12이고 스펙트럼형은 각각 F8V, G0V, G0IV-V이다.
· 게자리 아이오타(ι Cnc): 게자리 아이오타 A와 게자리 아이오타 B로 이루어진 쌍성계로 망원경으로 분리해 볼 수 있다. 겉보기 등급은 +4.03이며 게자리에서 세 번째로 밝은 별이다. 계는 약 106 pc 떨어져 있으며 게자리 아이오타 A의 스펙트럼형은 G8IIIa, 게자리 아이오타 B의 스펙트럼형은 A2V이다.
· 코페르니쿠스(Copernicus, 55 Cnc; 게자리 55): 게자리 55는 바이어 명명법으로 게자리 로1이다. 이 항성계는 K형 준거성 또는 주계열인 주성(A)과 작은 적색왜성인 B로 구성된 이중성계이다. 이 중 A를 공전하는 5개의 행성 b, c, d, e, f가 있으며 각각 갈릴레오(Galileo), 브라헤(Brahe), 리퍼세이(Lipperhey), 얀센(Janssen), 해리엇(Harriot)으로 명명되었다. 이름에서 짐작할 수 있겠지만 행성 및 주성의 명칭은 각각의 과학자들(코페르니쿠스(Copernicus, N., 1473~1543), 갈릴레오 갈릴레이(Galilei, G. B., 1564~1642), 브라헤(Brahe, T., 1546~1601), 리퍼세이(Lipperhey, H., 1570~1619), 얀센(Janseen, Z., 1585?~1632?), 토마스 해리엇(Harriot, T., 1560~1621))을 기리기 위하여 붙여진 이름이다. 게자리 55 A의 경우 겉보기 등급이 +5.95이며 약 16 pc 떨어져 있다.
이외의 항성에 대한 설명 및 목록으로는 게자리의 항성 목록 문서를 참고하여라.

### 어두운 천체들
- 성단

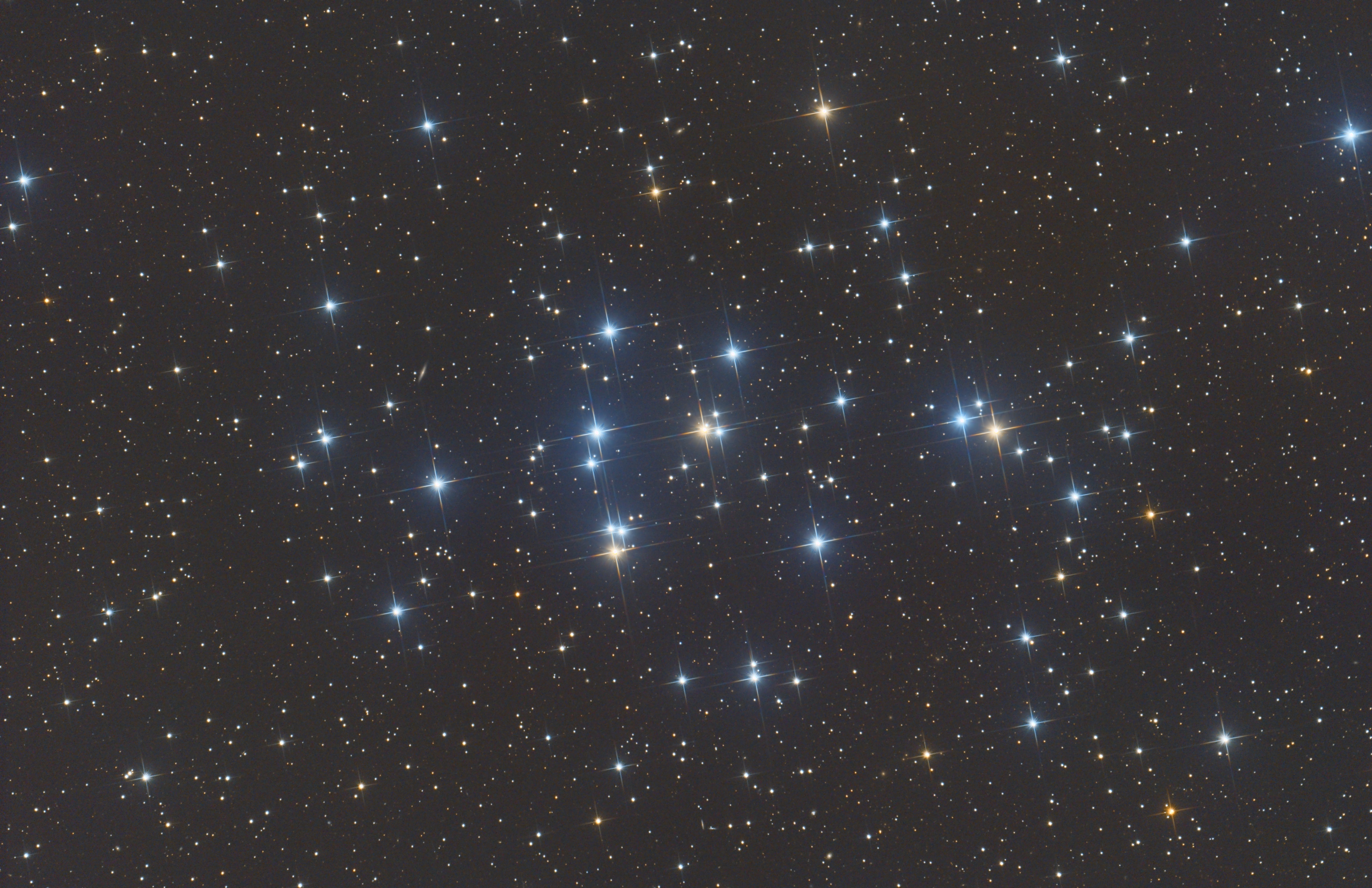
프레세페 성단(M44)
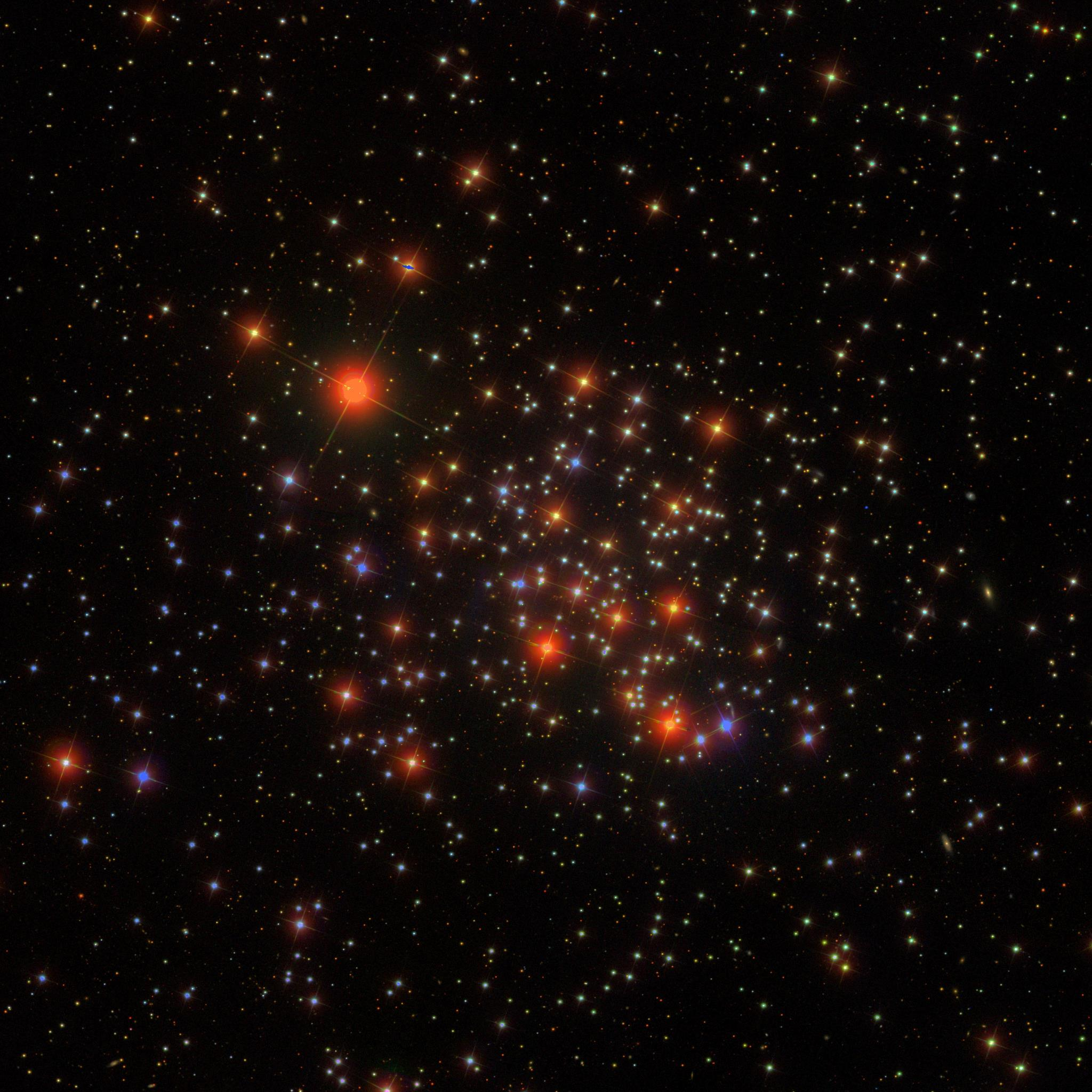
킹코브라 성단(M67)

· 프레세페 성단(Praesepe, M44, NGC 2632): 벌집 성단(Beehive Cluster)으로도 불리는 성단으로 겉보기 등급 +3.70으로 어두운 곳에서 육안으로 관측할 수 있다.
갈릴레오 갈릴레이가 최초로 망원경으로 연구한 천체 중 하나로 약 95′의 영역을 차지한다. 약 1000개 정도의 별로 구성되어 있으며 이 중 11개의 백색왜성이 확인되었고, 성단의 질량은 약 태양의 500~600배이다. 또한 성단 자체를 도는 두 행성 Pr0201 b, Pr0211 b가 관측되었다. 약 187 pc 떨어져 있다.
· 메시에 67(King Cobra Cluster; 킹코브라 성단, M67, NGC 2682): 겉보기 등급 +6.10의 이 성단은 매우 오래된 산개성단으로 약 30여 개의 청색낙오성들을 제외하고는 성단의 구성원들은 모두 같은 나이를 가진다. 약 500개 이상의 별을 가지고 있는 것으로 추정되며 분광형 F 보다 더 푸른 별들이 존재하지 않는다. 질량은 약 태양의 1400배로 추정되며 약 900 pc 떨어져 있다. 또한 1920년과 2001년에 두 초신성이 관측된 바 있다.
- 은하

NGC 2608
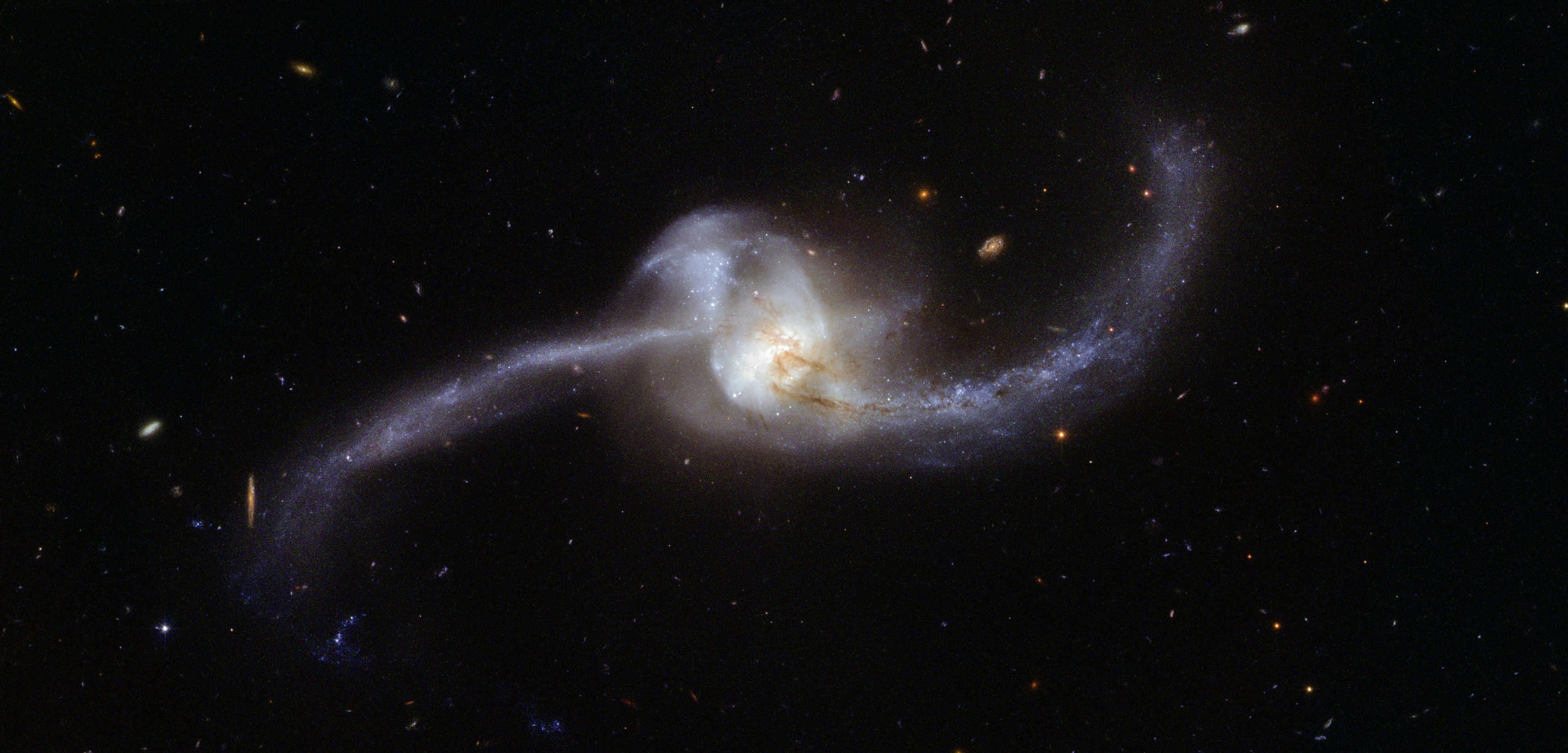
NGC 2623
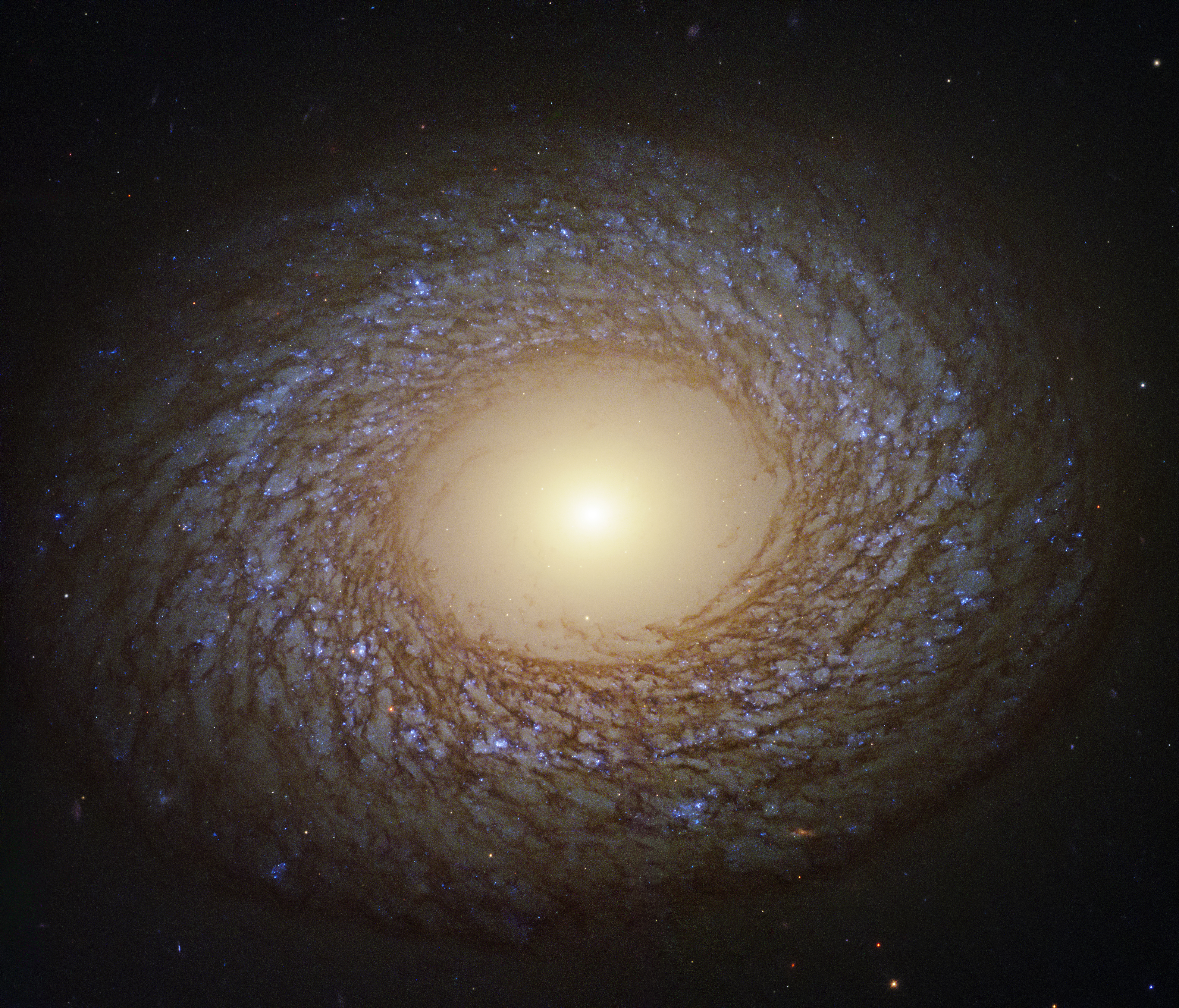
NGC 2775

· NGC 2608: SB(s)b의 막대나선은하로 1785년 윌리엄 허셜(Herschel, F. W., 1738~1822)에 의해 처음으로 발견되었다. 겉보기 등급 +13.01에 18.18 Kpc 정도의 크기로 추정된다. 적색편이 {\displaystyle z=0.007192\pm 0.000009}이고 약 28.5 Mpc 떨어져 있다.
· NGC 2623: 상호작용은하로 병합 후기 단계에 있는 SABsd의 은하이다. 합병으로 인해 두 은하 내의 가스 구름이 압축되고 휘저어지면서 별 형성이 급격히 급증했고, 이 활발한 별 형성은 밝은 파란색 점으로 특정된다. 먼지와 가스의 경로를 따라 모여 NGC 2623의 조석꼬리가 형성됨을 볼 수 있다. 핵은 합병으로 인해 매우 밝게 빛나며 이로 인해 이 은하는 세이퍼트은하로도 분류된다. 더불어 조석꼬리에 170여 개의 성단이 모여있는 것으로 확인되었다. 약 80.91 Mpc 떨어져 있으며 겉보기 등급은 +13.36, 적색편이 {\displaystyle z=0.01847}이다.
· NGC 2775(C48): SAa 또는 SA(r)ab의 은하로 처녀자리 초은하단에 속한 작은 은하군인 NGC 2775 은하군에서 가장 밝은 은하이다. 먼지가 많은 외부 팔 쪽에서 별 생성이 이루어지고 있지만 은하핵 부근은 거의 형성이 없다. 약 24.23 Kpc의 크기를 가지고 있고, 약 20.5 Mpc 떨어져 있다. 적색편이 {\displaystyle z=0.004503\pm 0.000007}이며 겉보기 등급은 +10.40이다.

## 신화와 역사

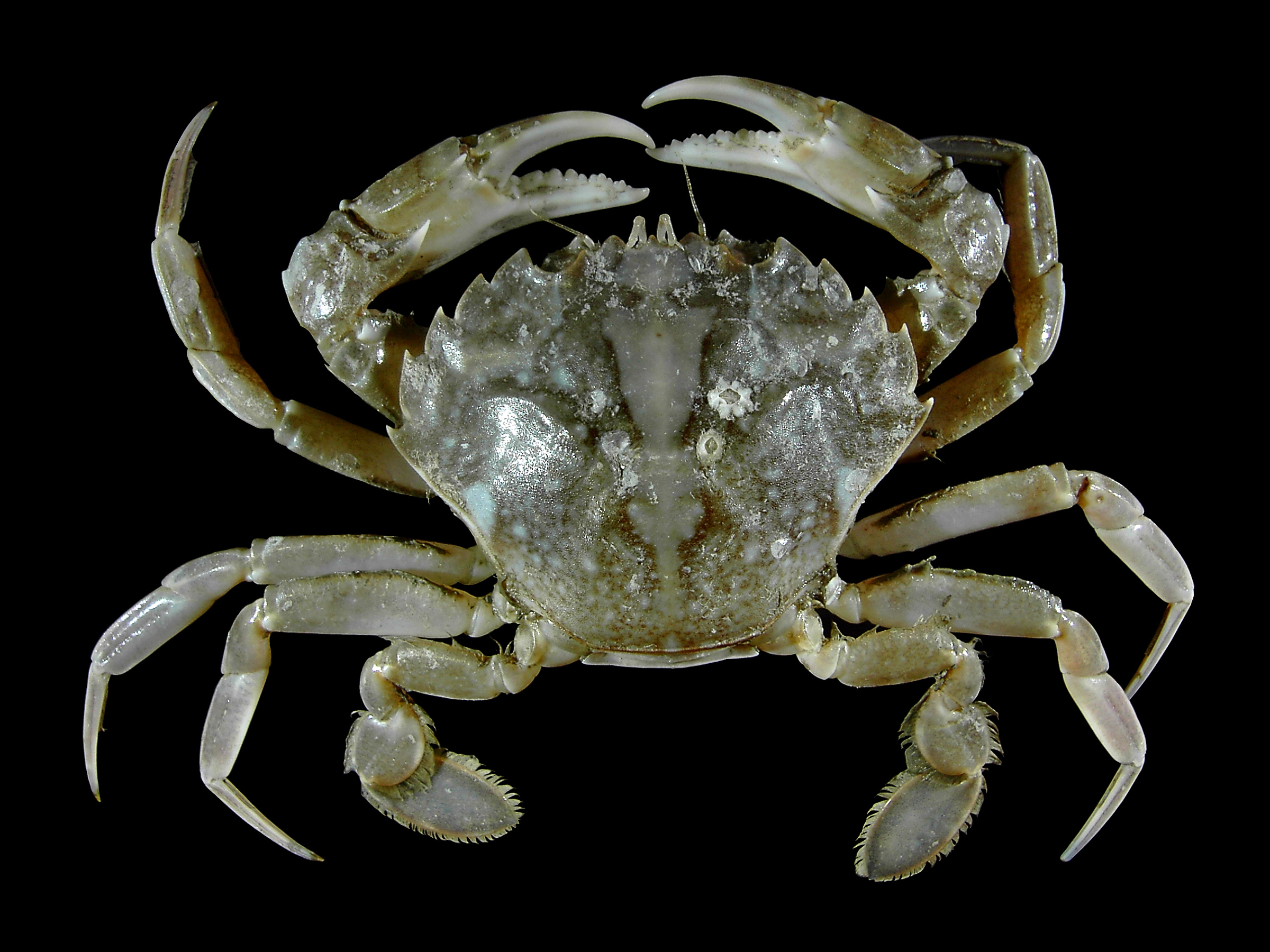
게 (Liocarcinus vernalis)

- 게자리는 영웅 헤라클레스의 발에 밟혀 죽은 불쌍한 게의 별자리이다. 신들의 왕 제우스의 아내 헤라는 제우스의 외도로 태어난 헤라클레스를 미워하여, 그에게 12가지 어려운 문제를 해결하도록 했다. 그 중 두 번째가 레르네의 괴물 히드라를 퇴치하는 것이었다. 히드라는 머리가 9개 달린 물뱀으로 머리를 잘라도 곧바로 머리가 새로 생겨나는 좀처럼 죽이기 어려운 괴물이었다. 헤라클레스는 히드라와 30일 동안 싸운 후 불을 이용하여 8개의 머리를 없애는 데 성공했다. 이때 헤라가 히드라를 돕기 위해 게 한마리를 보냈다. 게는 헤라클레스의 발가락을 물었지만, 결국 헤라클레스의 발에 밟혀 한쪽 발이 부러진 채 죽고 말았다. 헤라는 자신의 명령을 수행하다 죽은 불쌍한 게에 보답하기 위해 하늘의 별자리가 되게 하였다. 그러나 게자리는 어두운 별로만 되어 있어서 밝은 별들 틈에 끼여 잘보이지 않은 채 지금까지도 쓸쓸하게 남아 있다.

- 게자리가 '달의 집'인 것은, 달이 세상의 중심인 이 곳에 위치했다는 고대의 믿음에서 기원한다.

- 게자리는 프톨레마이오스의 48개 별자리였으며, 현대 88개 별자리에 포함된다.

### 점성술
서양 점성술에서의 황도의 게자리(6월 22일 ~ 7월 22일)는 천문학상의 별자리와 인도 점성술의 항성 기준의 게자리(7월 21일 ~ 8월 9일)와는 다르다.

## 같이 보기
- 바다뱀자리
- 허큘리스자리